# 洋葱烷
洋葱烷（2,3-二甲基-5,6-二硫杂双环[2.1.1]己烷-5-氧化物）是一种有机硫化合物，化学式为C6H10OS2，它的两种已知的异构体（洋葱烷A和洋葱烷B）均具有生物活性。
洋葱烷A和洋葱烷B可用超临界二氧化碳萃取洋葱得到，或由二丙烯基二硫氧化制得。洋葱烷A具有甜味或煸炒味（阈值0.5 ppm）；洋葱烷B具有青葱或生洋葱味和硫磺甜味（阈值0.1 ppm）。